# Dool-om-berg
Dool-om-berg is een voormalig landgoed bij Amersfoort in de Nederlandse provincie Utrecht.

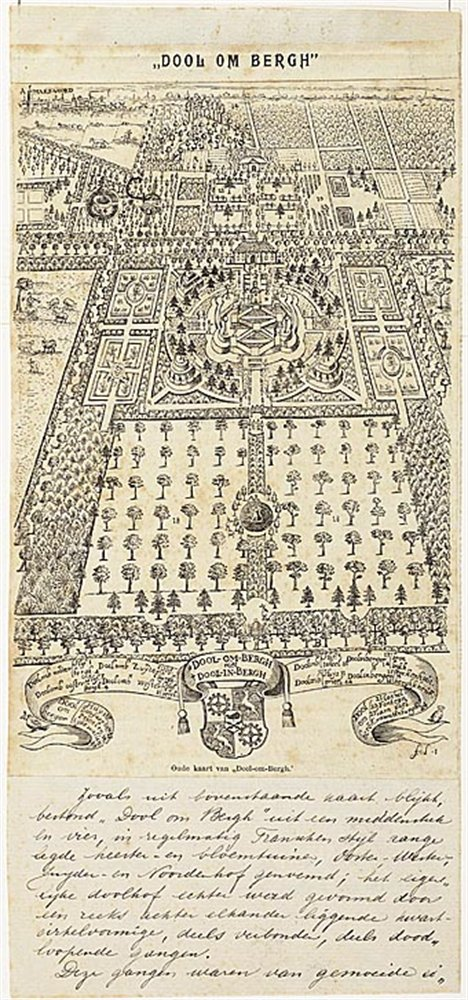
17e-eeuwse afbeelding van Dool-om-berg met de Snoeckgensheuvel op de achtergrond

In 1665 liet Everard Meyster, eigenaar van het landgoed Nimmerdor ten zuiden van Amersfoort, 900 m noordelijker aan de Arnhemseweg een nieuw landgoed aanleggen, dat hij Dool-om-berg noemde.
Het landgoed omvatte zowel de Snoeckgensheuvel ten oosten van de Arnhemseweg als een lagere (kunstmatige) heuvel ten westen daarvan. In de tuin werd naar plannen van Everard Meyster door Reyer Roelofsen een doolhof aangelegd met de westelijke heuvel als middelpunt. In navolging van J. A. Comenius Labyrinth der Wereld en het Paradijs des Harten (1623) is de doolhof een metafoor voor de weg tot verlichting. Kunstmatige heuvels ofwel kattebergen dienden als uitzicht en meditatieplaatsen.
Naar aanleiding hiervan schreef Meyster in 1669 het gedicht Des weerelds Dool-om-berg ont-doold op Dool-in-berg dat over allerlei menselijke dwalingen gaat. Het landgoed zelf werd slechts kort in de inleiding vermeld, wel bevatte het een afbeelding ervan.
Na het overlijden van Meyster zijn er geen bronnen meer over mogelijke latere bewoners. Op 19e-eeuwse kaarten is nog slechts een bosperceel met heuveltje ten zuidwesten van de kruising Arnhemseweg-Gasthuislaan (nu Everard Meysterweg) te zien. De naam was ondertussen in de volksmond verbasterd tot "Olieberg".
Bij de aanleg van de spoorlijn Kesteren - Amersfoort (1875-1884) werd zand afkomstig van het rangeerterrein bij Amersfoort gestort op de Snoeckgensheuvel, die daardoor de naam "'t Stort" kreeg.

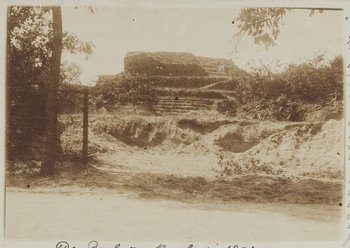
Opgravingen in 1901

In 1896 werd het eigendom van A.M. Tromp van Holst die op de Snoeckgensheuvel een nieuw park aan liet leggen. Als voorzitter van de Amersfoortse oudheidkundige vereniging Flehite deed Tromp van Holst in 1897 het voorstel om de Amersfoortse Kei op te graven en op de heuvel te plaatsen. Uiteindelijk werd de Kei in 1903 opgegraven en aan de Stadsring geplaatst. Hij kwam ook met een plan om het doolhof te reconstrueren maar na opgravingen rond 1901 komt daar verder niets van.
In 1906 laat hij bij de Snoeckgensheuvel een landhuis bouwen dat echter evenals de restanten van het doolhof in de eerste helft van de 20e eeuw aan de woningbouw ten offer viel. 